# Deutscher Werkbund
Deutscher Werkbund er et tysk sammenslutning af arkitekter, designere og politikere, en vigtig organisation i historien for moderne arkitektur; den grundlagdes i München 1907.

## Ekstern henvisning
- Wikimedia Commons har flere filer relateret til Deutscher Werkbund
- Deutscher Werkbund Arkiveret 18. december 2020 hos  Wayback Machine

| Forening eller organisation | Spire Denne artikel om en forening eller organisation er en spire som bør udbygges. Du er velkommen til at hjælpe Wikipedia ved at udvide den. |